# Malataverne

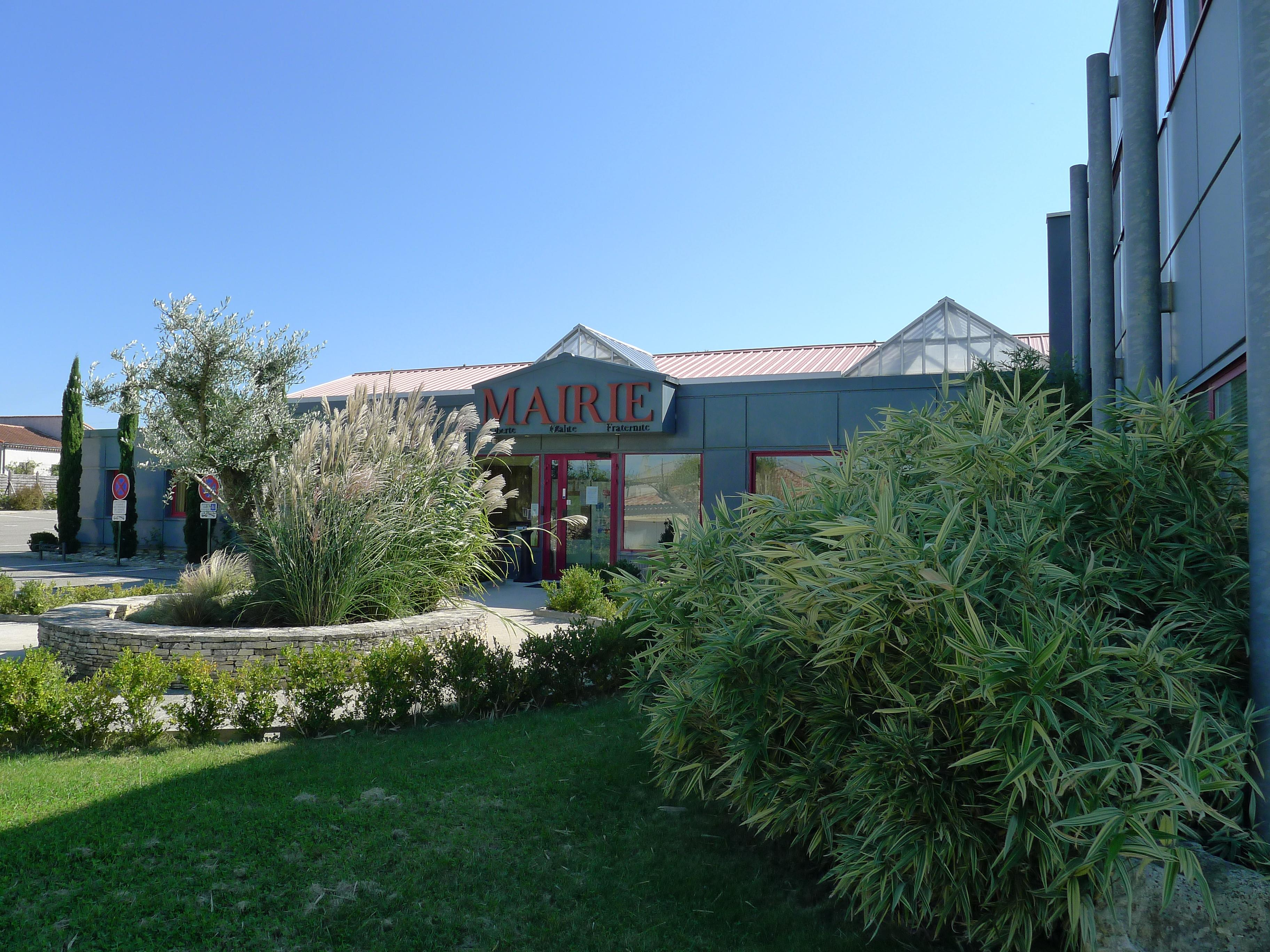
Ratusz w Malataverne, 2011

Malataverne – miejscowość i gmina we Francji, w regionie Owernia-Rodan-Alpy, w departamencie Drôme.
Według danych na rok 1990 gminę zamieszkiwało 1289 osób, a gęstość zaludnienia wynosiła 77 osób/km² (wśród 2880 gmin regionu Rodan-Alpy Malataverne plasuje się na 647. miejscu pod względem liczby ludności, natomiast pod względem powierzchni na miejscu 666.).